# Nikola Demonja
Nikola Demonja, srbski partizan in narodni heroj, * 1919, † 1944.

## Življenjepis
Demonja je padel kot poveljnik 12. divizije.